# Dreistheit
Dreistheit (auch, etwas schwächer, Dreistigkeit), abgeleitet vom Adjektiv dreist, bedeutet so viel wie frecher Mut.
Die Brüder Grimm beschreiben Dreistigkeit in ihrem Deutschen Wörterbuch einerseits als „muthige entschlossenheit, sicherheit im benehmen“ und dann auch als „anmaszung, unverschämtheit, frechheit als übermasz der dreistigkeit“.

## Verwendung
„Dreist“ zu sein, wird oft im Rang tiefer Stehenden vorgeworfen, die sich das Gleiche herausnehmen, was man selbst selbstverständlich tut; wohlwollender wird hier auch „kess“ benutzt. Dazu: Quod licet Iovi, non licet bovi. (Lateinisch; tr.: „Was Jupiter erlaubt ist, ist dem Rindvieh nicht erlaubt.“) Der Begriff gehört in die gehobene Umgangssprache, wer eine Dreistheit begeht, „erdreistet sich“ (altertümlich: er „entblödet sich nicht“).

## Etymologie
Dreist stammt vom niederdeutschen Adjektiv dristich, was so viel wie beherzt, kühn, frech bedeutet. Es kam im 17. Jahrhundert in die neuhochdeutsche Schriftsprache.
Das ganze Wortfeld um „dreist“ („frech“, „keck“, „kühn“, „unverfroren“, „frevelhaft“ usw.) wird sprachlich im Zuge des sozialen Wandels zu mehr Gleichheit weniger differenziert verwendet. Eine Wortwahl, wie sie das Zitat aus dem Osterspaziergang (in Goethes Faust I) vorführt, wird dadurch fast unverständlich: „Nein, er gefällt mir nicht, der neue Bürgermeister.“ „Nun, da er’s ist, wird er nur täglich dreister.“

## Synonyme
Zu den zahlreichen ähnlichen Charakterisierungen gehören „Frechheit“, „Unverschämtheit“ und „Chuzpe“. Zur Unverschämtheit schrieb die Oeconomische Encyclopädie von Krünitz aus dem Jahr 1858 unter anderem: „Man ist unverschämt, wenn man sich nicht scheut, Dinge zu begehen, welche die Ehrbarkeit und Wohlanständigkeit beleidigen … ein unverschämtes Maul“ scheut sich nicht „Dinge zu sagen, die wider die Wohlanständigkeit sind. Man sagt daher auch Jemandem unverschämte Dinge, wenn man ihm Dinge sagt, welche die Achtung und Ehrerbietung verletzen. Man sagt aber auch, Jemand hat ein unverschämtes Maul, wenn er heftig lospoltert, heftig über einen Gegenstand herzieht, ohne dadurch die Sittlichkeit zu verletzen“.
keß (seit der Rechtschreibreform kess) ist ein Adjektiv für „aufgeweckt“, „vorlaut“, „schneidig“, „flott“, „schick“, in der Gaunersprache auch „klug“, „gescheit“, „der Gaunerei kundig“. Das Adjektiv stammt aus dem verhüllenden Kurzwort jiddisch chess, das wiederum eine Bezeichnung für ch, den Anfangsbuchstaben von jidd. chochom („klug“, „weise“, „gelehrt“). Es wurde aus der Gaunersprache in die berlinerischen Umgangssprache übernommen und gewann von dort aus in der ersten Hälfte des 20. Jahrhunderts allgemeine Verbreitung. Heute wird unter kess laut Duden Eigenschaften wie „jung und hübsch und dabei unbekümmert“, „auf nicht verletzende Weise frech, respektlos, ein bisschen vorlaut“ oder modische Keckheit bzw. Frechheit („flott“) bezeichnet.